# Dmitrij Żeriebczenko
Dmitrij Anatoljewicz Żeriebczenko (ros. Дмитрий Анатольевич Жеребченко, ur. 27 czerwca 1989 w Kurczatowie) – rosyjski szermierz specjalizujący się we florecie, trzykrotny medalista mistrzostw świata.
Podczas mistrzostw świata w Lipsku w 2017 roku wywalczył złoty medal indywidualnie, wygrywając w finale z Toshiyą Saitō z Japonii. Następnie zdobył brązowy medal w rywalizacji drużynowej na mistrzostwach świata w Wuxi w 2018 roku. Trzecie miejsce zajął również w rywalizacji indywidualnej podczas mistrzostw świata w Budapeszcie w 2019 roku. Lepsi tam okazali się jedynie Francuz Enzo Lefort i Marcus Mepstead z Wielkiej Brytanii.
Znalazł się w kadrze Rosji na igrzyska olimpijskie w Rio de Janeiro w 2016 roku. Miał wziąć udział w rywalizacji drużynowej, jednak ostatecznie nie wystartował.
Zdobył też dwa drużynowe medale mistrzostw Europy: srebrny na ME w Tbilisi (2017) i złoty na ME w Nowym Sadzie (2018). Ponadto wywalczył brązowy medal w zawodach drużynowych podczas igrzysk europejskich w Baku (2015).